# Grønlandske dialektoptagelser og trommedans fra Thuledistriktet
Grønlandske dialektoptagelser og trommedans fra Thuledistriktet er en dansk dokumentarfilm fra 1968 med instruktion og manuskript af Jørgen Roos.

## Handling
Dokumentationsmateriale optaget i årene 1963-66 i forbindelse med Jørgen Roos arbejde på blandt andet dokumentarfilmen Knud. Optagelser af læbesynkrone dialektoptagelser og syv trommedanse. Kun til videnskabeligt brug.